# Zu (Creta)
Zu o Zou (en grec: Ζου) és un poble de Grècia situat a l'illa de Creta. Pertany a la unitat perifèrica de Lassithi, al municipi de Sitia i al poble de Stavromenos. L'any 2011 tenia 32 habitants.

## Jaciment arqueològic
A prop d'aquest llogaret hi ha un jaciment arqueològic amb les ruïnes d'una vil·la minoica d'uns 700 m² (31 x 23 m), d'almenys 20 cambres. Per les troballes de ceràmica, la vil·la deu ser del període minoic mitjà IIIB i fou destruïda, com a més tard, en el minoic tardà IA, probablement de manera simultània amb Klimatariá. La causa en degué ser, segons tots els indicis, un terratrèmol. Entre les troballes hi ha molts estris de ceràmica i de pedra destinats a emmagatzematge. En una cambra aparegué un cap de l'estàtua d'un ídol. S'han trobat restes d'un altre edifici a uns 150 metres d'aquesta vil·la.
Les excavacions, les feu el 1955 i 1956 un equip dirigit per Nikolaos Platon.